# Музыка Венгрии

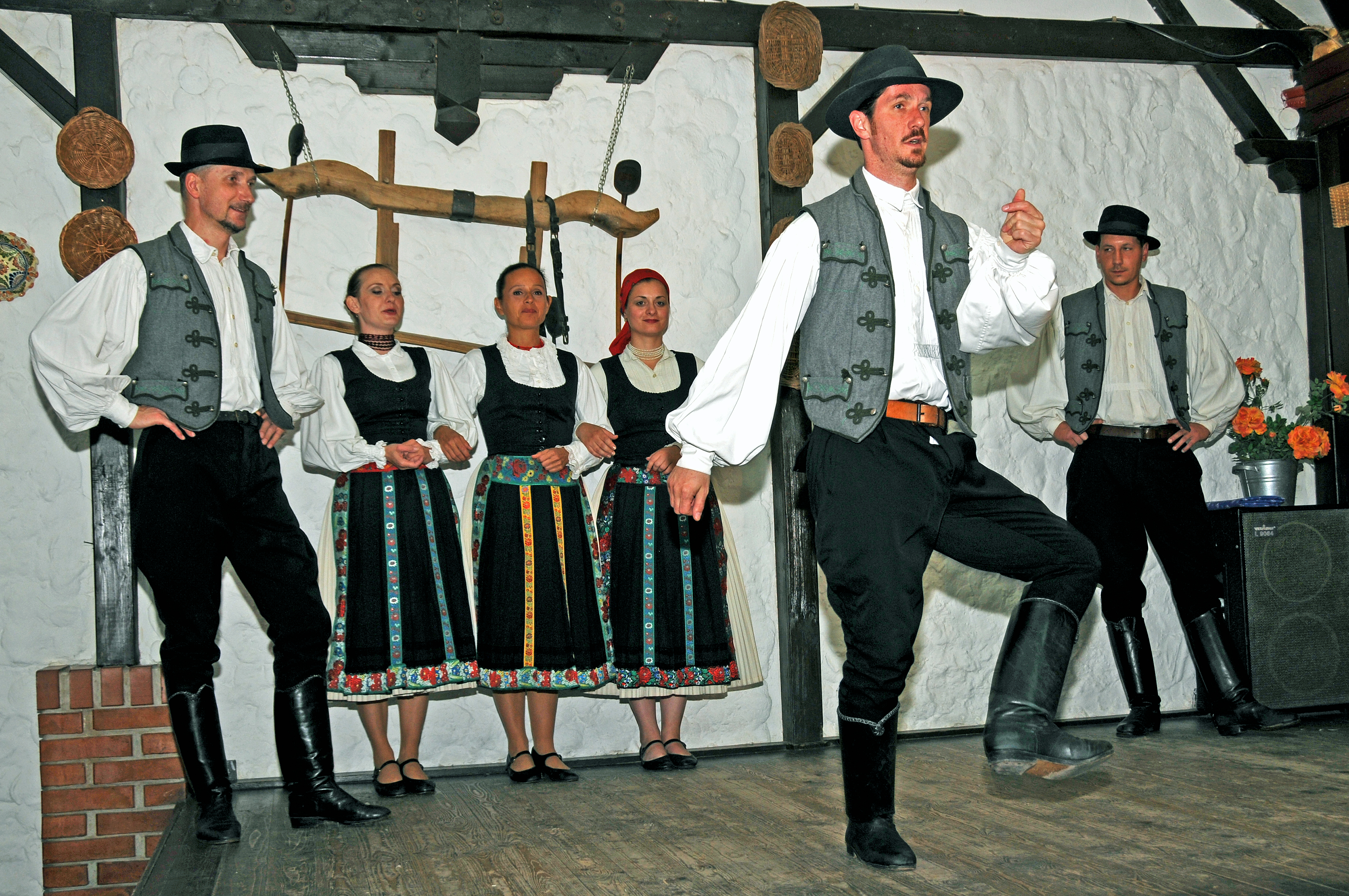
Исполнение венгерских традиционных танцев, 2012 год

Венгерская музыка — музыка народов Венгрии и произведения на её основе.

## Характеристика венгерской музыки
Развитие ритмики сделало характерными для венгерской музыки синкопы, перемены тактового размера и нечётное число тактов в мелодии. Активно используются музыкальные украшения: тремоло, форшлаги, морденты, шлейферы, группетто, аншлаги.

## Венгерская народная музыка
На данный момент, по сравнению с другими европейскими странами, в Венгрии беспрецедентно широко развита народная музыка, её сохранение и переосмысление. То же самое можно сказать и о других элементах народной культуры, таких как декоративно-прикладное искусство и народный костюм.
Древнейший слой бытующей на данный момент венгерской народной музыки является угорским с сильным тюркским элементом, также впитавшим в себя влияние западноевропейской музыки и традиций соседних народов. Для него характерна бесполутоновая пентатоника в качестве ладовой основы, вокальная (характерно пение «открытым звуком» в высоком регистре) и одноголосая инструментальная основы. Среди народных песен данного слоя бытуют детские, обрядовые — колядки, в меньшей степени свадебные и духовные, а также причитания. Инструментальные наигрыши в большинстве своём имеют песенное происхождение.
Доминирующим на данный момент является более поздний слой, для которого характерны мелодическая повторность, соседство пентатоники с мажорно-минорной тональностью. Песенный репертуар «нового» слоя более богат, он состоит из исторических, разбойничьих, застольных, патриотических, лирических, солдатских, а с XIX века — псевдонародных романсов (вираг). Исторические песни отличаются большим разнообразием форм и мелодическим богатством, мелодика характеризуется двумя типами — речитативно-импровизационным и плясовым. Среди инструментальных мелодий преобладают плясовые.
Самыми популярными музыкальными инструментами являются скрипка и цимбалы (венг. cimbalom). Что интересно, именно в Венгрии был создан концертный вариант цимбал, пользующийся и по сей день популярностью в Восточной и Южной Европе: первые концертные цимбалы были созданы в 1870 году владельцем пештской фабрики музыкальных инструментов Йожеф Шунда и его племянником Венцелем, уже через 4 года было налажено их массовое производство. Также распространены колёсная лира (венг. tekerőlant), обладающая т. н. «жужжащим мостиком», придающим характерное звучание инструменту; цитра, кобза (венг. koboz), тамбура (венг. tambura, щипковый инструмент наподобие мандолины, широко распространён на юге Венгрии, а также среди венгерских цыган), пастушеская продольная флейта фуруйя (венг. furulya), тростевой духовой инструмент тарагот (тарогато) (венг. tárogató), волынка (венг. duda), варган (венг. doromb), и разнообразные ударные инструменты: барабаны, бубны, трещотки, фрикционные барабаны наподобие русских гусачков (венг. köcsögduda). Распространены т. н. «цыганские» народные ансамбли (поскольку зачастую музыкантами становились именно цыгане), состоящие из скрипок, струнных басов и цимбал и медные духовые оркестры.
В начале 1970-х годов среди городской молодёжи зарождается движение т. н. «танцхазов» (венг. táncház — танцевальный дом, название восходит к обычаю трансильванских венгров снимать за плату дом на день для устроения вечорок), которое ставило своей целью пропаганду аутентичной и посконной венгерской народной музыки (в том числе обучая народным танцам и песням) в противовес поддерживавшейся государством унифицированной и «приглаженной» народной музыки. Данное движение было основано этнографами Белой Халмошем и Ференцем Шебо, собиравшим по всей стране народные инструменты и записывавшим народные песни, и Дьёрдем Мартином и Шандором Тимаром, занимавшимся изучением народных танцев. Поскольку, как уже было указано выше, танцхазы занимались сохранением подлинно народного искусства, для многих венгров того времени они стали своего рода отдушиной, и способом выражения протеста против официальных властей и господствующей идеологии. Первый танцхаз появился в 1972 году в Будапеште, он был образован по образцу зафиксированного в Сике (жудец Клуж, Румыния) вышеупомянутого обычая аренды дома для вечорок, поскольку именно в бассейне Карпат лучше сохранялась аутентичная традиционная культура. Первые посетители танцхазов, вдохновлённые поиском аутентичной народной музыки вскоре сами организовывали экспедиции по сбору народных песен и танцев, обучаясь им непосредственно у крестьян, притом как и в самой Венгрии, так и за её пределы. Данный факт обнажил проблему размежёванности венгерского народа между самой Венгрией и соседними социалистическими государствами, о чём было принято умалчивать. Из-за этого танцхазы власти обвиняли в распространении национализма. В 1980-е годы движение танцхазов обрело характер общенационального, стало довольно популярным проведение вечеринок в танцхазах в конце недели в качестве способа коллективного общения. Из непосредственно Венгрии танцхазы проникли в венгерские диаспоры соседних стран: Словакии, Румынии, Сербии. К настоящему времени движение танцхазов является полупрофессиональным и институционализированным, обладая сложной структурой. Оно объединяет в себе множество ансамблей народной музыки (как и любительских, так и профессиональных), певцов, танцевальных коллективов, национальную сетью танцклассов, школ народной музыки всех ступеней, домов прикладного творчества и мастерских, регулярных фестивалей и лагерей как в Венгрии, так и за рубежом. Что характерно, такие же процессы протекали и в СССР того же времени, так, в 1973 году начал свою деятельность ансамбль Дмитрия Покровского, который также ставит своей целью сбор, сохранение и популяризацию аутентичной русской народной музыки. Однако непосредственно в Венгрии специфика заключается в обретении движения по сохранению аутентичной народной культуры институциональных форм самого высокого уровня.

### Венгерские народные танцы
Первые упоминания о танцах у мадьяр, предков современных венгров, датируются X веком. Как правило, древние венгерские танцы исполняли мужчины, держа в руках палки, шесты, кнуты и топоры. Эти предметы во время танца крутили и подбрасывали вверх, поэтому танцорам требовалась выносливость и ловкость. Элементы древневенгерских танцев и сейчас сохраняются в пастушеских танцах, например, в Куншаге.
Известным венгерским народным танцем является чардаш (венг. csárdás), состоящий из двух контрастирующих друг с другом частей: медленной, патетической и быстрой и динамичной, и исполняемых мужчинами и женщинами. Для чардаша характерны синкопированная ритмика, виртуозная импровизация. Размер — 2/4 или 4/4. Название танца происходит от слова «чарда» (венг. csárda) — наименования венгерской корчмы. Истоки чардаша лежат в танце вербункош (венг. verbunkos), возникшем ориентировочно в конце XVII века, и расцвет которого произошёл в XVIII веке. Он также является двухчастным, состоящим из медленной и быстрой частей (однако существуют трёхчастные вербункоши, с промежуточной частью между быстрой и медленной частями), а кроме того, характеризуется своеобразным пунктирным ритмом, склонностью к музыкальным цитатам и парафразам, орнаментированностью и импровизацией, как и чардаш. Танцоры во время исполнения вербункоша хлопают в ладоши и постукивают каблуками сапог. Звукоряд танца с увеличенной секундой — VI—VII+ (из-за происхождения звукоряд также называют «венгерским» или «цыганским»). Вербункош повлиял на возникновение одноимённого музыкального стиля в венгерской народной музыке.
Также распространённым венгерским народным танцем является легенеш (венг. legényes), появившийся и наиболее распространённый в Трансильвании, впоследствии распространившимся и на территории современной Венгрии. Как правило, легенеш исполняется молодыми парнями, иногда пожилыми мужчинами, женщины сидят или стоят в стороне, иногда подбадривая танцоров выкриками или подшучивая над ними (иногда женщины совершают быстрый разворот на месте). Как и для чардаша и вербункоша, для легенеша характерна импровизация во время исполнения, во время исполнения танцоры выходят поочерёдно. Легенеш состоит из нескольких, от четырёх до восьми, частей, каждая из них четырёхтактная, размера 4/4. Для каждого региона Трансильвании и Венгрии характерен свой вид легенеша. Также трансильванским по происхождению является танец понтозо (венг. pontozó), известный в исполнении балета им. Игоря Моисеева. Известны венграм и хороводы (венг. karikázó), исполняющихся девушками (традиционно хороводы плясали девушки на выданье, таким образом привлекая потенциальных женихов). Девичьи хороводы исполняются без музыкального сопровождения, там нет импровизации, а каждая исполнительница двигается в унисон. В хороводе могут присутствовать пошагивания, повороты тела и бёдер для демонстрации своих пышных нижних юбок. Свадебные танцы исполняются вокруг жениха и невесты, в правой руке исполнители держат зажжённую свечу. В старину считалось, что таким образом новой семье танцоры желали счастья и благополучия и отгоняли злых духов.
В целом мужские танцы весьма энергичны и ритмически сложны, ввиду множества синкопированных движений, исполняемых в быстром темпе. Танцоры во время исполнения демонстрируют молодецкую удаль, постукивая каблуками сапог (в том числе совершая т. н. «голубцы», когда при прыжке на опорной ноге противоположная совершает эффектный удар пяткой), энергично прихлопывая, прыгая и отскакивая из стороны в сторону. Корпус мужчины-танцора прямой и подтянутый, хотя различные танцевальные шаги исполняются лёгкой тряской тела. В свою очередь, женщины во время исполнения танцев более скромны, для них характерна иная постановка: верхняя часть корпуса при горделивой осанке и подтянутых бёдрах слегка наклонена вперёд, а нижняя часть слегка покачивается в ритм мелодии. В некоторых танцах женщины могут махать платком или соединяться с мужчиной-партнёром. Во время исполнения женщины-танцоры переступают из стороны в сторону, постукивают каблуками, совершают вращения, винтообразные повороты, перескоки и «голубцы». В парном танце совершаются вращения в паре, подъём танцовщицы-партнёрши и её перенос. Венгерские народные танцы исполняются в различных рисунках: по кругу, в линиях и шеренгах.

## История

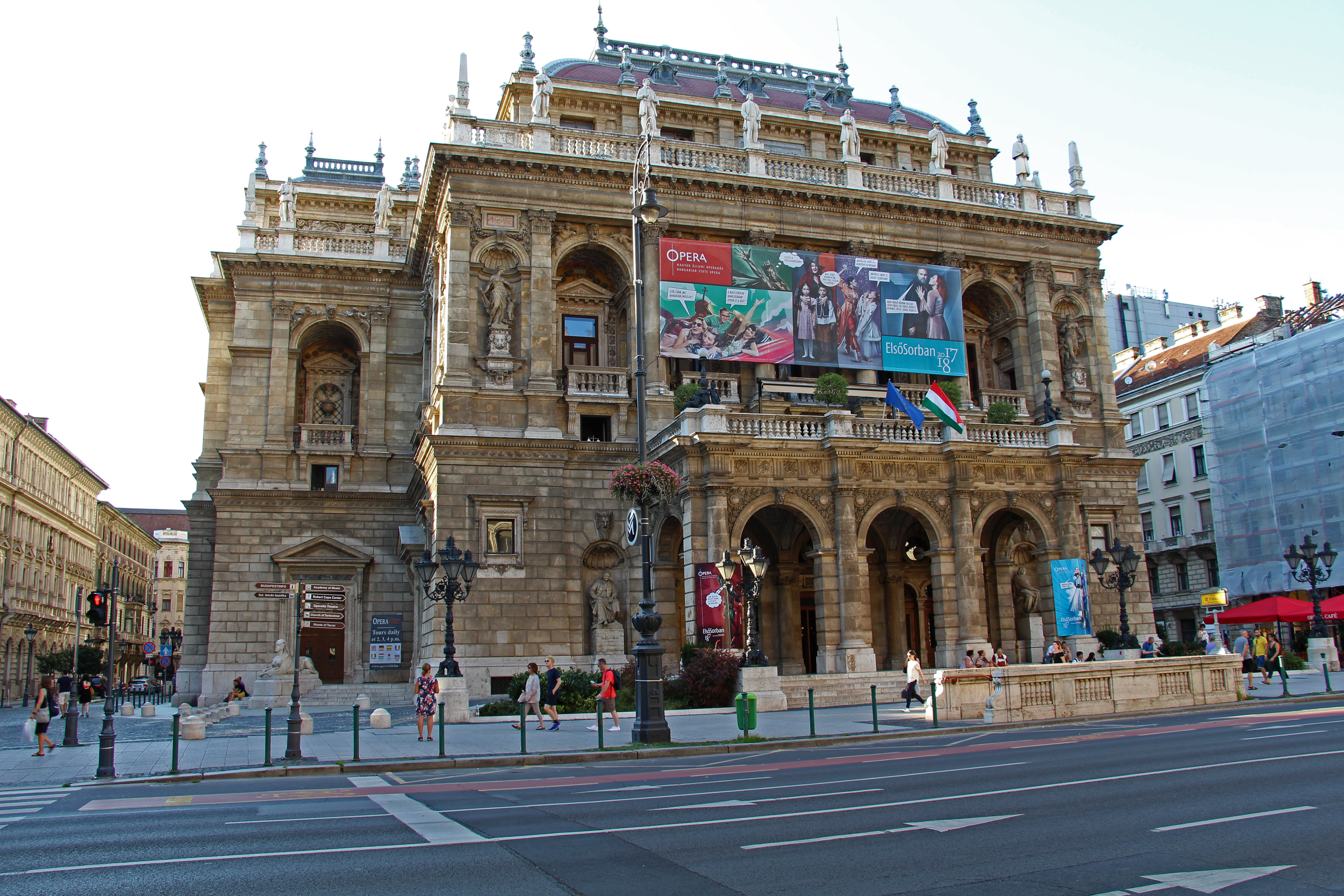
Здание Венгерского оперного театра в Будапеште

Развитие венгерской музыки прослеживается от музыки цыган, населяющих земли Венгрии. Свободные от ограничений, свойственных западной классической музыке, венгерские мелодии имели значительное ритмическое и тональное разнообразие. Однако в основном вокальный характер венгерской музыки определил доминирование в мелодиях главного голоса (практически одноголосие) и слабое использование басов. Эти особенности венгерской музыки находят аналогии у других народов, длительное время не попадавших под влияние западной музыкальной традиции, основанной на контрапункте и церковных тонах: шотландских горцев, норвежцев, русских. К X веку, ко времени христианизации Венгрии, относятся первые упоминания о народных музыкантах-сказителях — игриц, исполнявших песни под аккомпанемент кобзы и лютни.
Проникновение в Венгрию западной музыки начинается в Средние века, однако заимствование чуждых элементов происходит лишь частично, подчиняясь естественному развитию венгерской музыки. Благодаря этому характерные особенности венгерской музыки сохраняются у композиторов периода романтизма, писавших музыку на венгерские мотивы: Брамса, Листа, Шуберта .
С XIII века в Венгрии появляются профессиональные музыканты, в основном исполнители христианской духовной музыки, приглашённые венгерской знатью. В то же время существовали и светские музыканты и исполнители. Например, во дворе Матьяша Корвина в Буде играли музыканты из Фландрии, Германии, Италии и Франции. Странствующие западноевропейские менестрели способствовали проникновению западноевропейских мотивов и их перенесение на венгерскую почву. В период османского завоевания 1526—1686 годов развитие музыки продолжается, публикуются первые светские музыкальные произведения. Венгерский язык допускается и в духовном песнопении, что приводит к появлению венгерской народной духовной музыки. К XVI веку относится возникновение жанра эпико-исторических песен.
Распространению с XVII века инструментальной музыки способствовало появлений нового жанра: «цветочных» песен, при исполнении которых использовались новейшие музыкальные инструменты. Появляются музыкальные ансамбли и оркестры. С объединением двух стран: Венгрии и Австрии — усиливается взаимное проникновение культур. Венгерская музыка оказывает влияние на австрийскую музыку, в свою очередь, австрийские композиторы активно пользуются музыкальным материалом Венгрии при создании собственных произведений. В конце XVIII века становится популярен венгерский городской танец вербункош, оказавший значительное влияние на европейскую музыку XIX века.
Национальные традиции вызывают интерес дворянства на волне роста национального сознания. Начинается сбор венгерского фольклора, создаются стилизации под народную музыку. В частности, на основе чардаша создаётся бальный танец палоташ (венг. palotás — дворцовый), являющихся трёхчастным (размер первых двух частей — 4/4, последней — 2/4). Однако чардаш изначально не пользовался среди аристократических кругов популярностью, поскольку считался крестьянским, хотя считается, что палоташ, также как и вербункош, оказал влияние на появление чардаш. Жанр оперы, ранее полностью занятый произведениями немецких и австрийских композиторов (в первую очередь, Моцарта, Бетховена и Вебера), обогащается венгерской романтической оперой («Бан Банк», «Дьёрдь Дожа»). Создаются музыкальные организации: Национальная музыкальная школа, позднее преобразованная в Музыкальную академию; Будапештский оперный театр, Национальная консерватория, Филармоническое общество. Виднейшим представителем этого периода был композитор и пианист Ференц Лист.
В XX веке развитие венгерской музыки продолжается. Венгрия становится в музыкальном плане ориентиром для стран юго-восточной Европы, в первую очередь, благодаря композитору Беле Бартоку. Популяризации венгерской музыки способствуют и произведения в новом жанре — оперетты Франца Легара и Имре Кальмана.
В середине XX века, несмотря на социалистический строй венгерского государства, проникает такой жанр музыки, как рок, достигший своего расцвета к 1970-м годам. Одной из первых и самых известных венгерских рок-групп стала «Omega», основанная в 1962 году, чей первый альбом, однако, был выпущен лишь в 1968 году. В своё время хитом стала их песня «Gyöngyhajú lány» (венг. Девушка с жемчужными волосами). Наилучшими альбомами этой группы признаются выпущенные в период с 1969-го по 1981 год. Среди других венгерских рок-групп того времени можно отметить «Locomotiv GT», «Skorpió», «Piramis» и «Edda Művek». В 1975 году была поставлена первая венгерская рок-опера — «Король Иштван».